# Misijní neděle
Misijní neděle je celosvětový den modliteb za misie spojený s finanční sbírkou určenou na pomoc nejpotřebnějším. Koná se od roku 1926, kdy jej vyhlásil papež Pius XI., předposlední neděli v říjnu. Organizují je Papežská misijní díla.